# Joseph Heller
Joseph Heller (ur. 1 maja 1923 w Nowym Jorku, zm. 12 grudnia 1999 w East Hampton) – amerykański pisarz, który zyskał sławę dzięki powieści Paragraf 22.

## Życiorys
Urodził się na Coney Island (Brooklyn w Nowym Jorku). Podczas II wojny światowej służył w lotnictwie, stacjonując w Afryce i Włoszech. W latach 1948–1950 studiował i zaczął pisać nowele. Pracował także jako wykładowca języka angielskiego oraz pisywał do czasopism Time, Look i McCall's.
W 1953 rozpoczął prace nad debiutanckim Paragrafem 22 (początkowo miał on nosić tytuł Paragraf 18). Ta groteskowa powieść ukazała się w 1961 i zdobyła ogromną popularność (10 milionów sprzedanych egzemplarzy). Wkrótce Heller został wykładowcą pisarstwa i dramatopisarstwa na Uniwersytecie  Yale i Uniwersytecie Pensylwanii. Napisał też kilka innych książek, jednak nie zostały one tak dobrze odebrane jak Paragraf 22. 
W autobiografii Nie ma się z czego śmiać opisał historię swojej choroby (cierpiał na zespół Guillaina-Barrégo).

## Kontrowersje dotycząceParagrafu 22
W 1998 The Sunday Times of London opublikował list Lewisa Pollocka, który wskazał na podobieństwa między wspomnieniami Louisa Falsteina Face of a Hero (w Anglii The Sky Is a Lonely Place) a, wydanym później, Paragrafem 22. Ukazało się wiele artykułów na ten temat. Heller zaprzeczył, dodając, że sam Falstein nie wypowiedział się w tej sprawie.

## Twórczość

### Powieści
- 1961: Paragraf 22 (Catch-22) (wyd. pol. 1975 w tłumaczeniu Lecha Jęczmyka)[5]
- 1974: Coś się stało (Something Happened) (wyd. pol. 1995 w tłumaczeniu Cecylii Wojewody)[6]
- 1978: Gold jak złoto (Good as Gold) (wyd. pol. 1995 w tłumaczeniu Jacka Manickiego)[7]
- 1984: Bóg wie (God Knows) (wyd. pol. 1998 w tłumaczeniu Pawła Lipszyca)[8]
- 1988: Namaluj to (Picture This) (wyd. pol. 1992 w tłumaczeniu Iwo Gabriela Jackowskiego)[9]
- 1994: Ostatni rozdział, czyli Paragraf 22 bis (Closing Time) (wyd. pol. 1994 w tłumaczeniu Andrzeja Szulca)[10]
- 2003: Paragraf 23 (Catch as Catch Can) (wyd. pol. 2004 w tłumaczeniu Andrzeja Szulca)[11]

### Książki autobiograficzne
- 1988: Nie ma się z czego śmiać/Nic śmiesznego (współautor Speed Vogel) (No Laughing Matter) (wyd. pol. 1992 w tłumaczeniu Magdaleny Mosiewicz)[12]
- 1998: Teraz i wtedy: od Coney Island do „Paragrafu 22”  (Now and Then: From Coney Island to Here) (wyd. pol. 1998 w tłumaczeniu Andrzeja Szulca)[13]